# 2017年台南地震
2017年台南地震發生於2017年2月11日上午1時12分52.6秒（台灣時間），震央位於台南市政府南偏西方14.6公里，芮氏規模5.7，深度16.2公里，最大震度6級。此次地震造成4人受傷，台南市部分地區停電停水。

## 概述
中央氣象局地震測報中心主任郭鎧紋表示，這起地震是因為歐亞大陸板塊向菲律賓海板塊擠壓造成，為正常能量釋放，約釋放八分之一顆原子彈的能量，屬於單一地震構造，因此與2016年高雄美濃地震無關。當日發生多起餘震，包含1時15分芮氏規模4.2地震、1時16分芮氏規模3.9地震及3時3分芮氏規模4.2地震。

## 各地震度
| 最大震度 | 縣市地區                               |
| -------- | -------------------------------------- |
| 6級      | 台南市                                 |
| 5級      | 台南市永康區                           |
| 4級      | 高雄市                                 |
| 3級      | 屏東縣、嘉義縣、嘉義市、雲林縣         |
| 2級      | 澎湖縣、彰化縣、台東縣、南投縣、台中市 |
| 1級      | 花蓮縣、苗栗縣、新竹縣、宜蘭縣         |

## 災情
此次地震造成高雄市3人、台南市1人受傷，台南一次變電所2台變壓器跳脫，影響50957戶用戶，台南市部分區域停水。另有多起災情包括茶飲店玻璃破裂、老厝磚頭掉落、超商天花板掉下等。